# Équipe cycliste 3 Molinos Resort
L'équipe 3 Molinos Resort était une formation espagnole de cyclisme professionnel sur route. En 2006, pour sa seule année d'existence, elle fait partie des équipes continentales professionnelles.

## Histoire de l'équipe
L'équipe est fondée en 2006 parmi les équipes « Continentales Pro » (D2), puis disparaît avant la fin de la saison.

## Principales victoires
- Clásica de Alcobendas : 2006 (Jan Hruška)

## Classements UCI
L'équipe participe aux différents circuits continentaux et en particulier les courses de l'UCI Europe Tour. Le tableau ci-dessous présente les classements de l'équipe sur ces circuits, ainsi que son meilleur coureur au classement individuel. 
UCI Europe Tour
| Saison | Classement par équipes | Meilleur coureur au classement individuel |
| ------ | ---------------------- | ----------------------------------------- |
| 2006   | 30e                    | Jesús del Nero (72e)                      |

## Molinos Resort en 2006

### Effectif
| Cycliste                 | Date de naissance | Nationalité | Équipe 2005          |
| ------------------------ | ----------------- | ----------- | -------------------- |
| José Antonio Baños       | 18.03.1986        | Espagne     | néo-pro              |
| Alberto Benito           | 03.03.1975        | Espagne     | Barbot-Pascoal       |
| Jesús Buendía            | 28.12.1982        | Espagne     | néo-pro              |
| Maio José Box            | 28.08.1978        | Espagne     | néo-pro              |
| José Javier Cano         | 06.09.1985        | Espagne     | néo-pro              |
| Rafael Casero            | 09.10.1976        | Espagne     | Saunier Duval-Prodir |
| Pedro Luis Castillo      | 15.02.1982        | Espagne     | néo-pro              |
| Isidro Cerrato           | 06.03.1981        | Espagne     | ex-pro               |
| Jesús del Nero           | 16.03.1982        | Espagne     | Orbea                |
| Sergio Domínguez         | 02.08.1979        | Espagne     | néo-pro              |
| Jorge Ferrío             | 24.08.1976        | Espagne     | Spiuk                |
| Julio García Bravo       | 03.11.1979        | Espagne     | néo-pro              |
| Santos González          | 17.12.1973        | Espagne     | Phonak               |
| Jan Hruška               | 04.02.1975        | Tchéquie    | Liberty Seguros      |
| Rubén Lorca              | 20.04.1984        | Espagne     | néo-pro              |
| Pedro Martínez Romera    | 13.02.1981        | Espagne     | néo-pro              |
| Francisco Tomás Pellicer | 19.07.1981        | Espagne     | néo-pro              |
| Jordi Riera              | 09.04.1978        | Espagne     | ex-pro               |
| Alexis Rodríguez         | 27.04.1977        | Espagne     | Barbot-Pascoal       |
| Antonio Tauler           | 11.04.1974        | Espagne     | Illes Balears        |
| Eloy Teruel              | 20.11.1982        | Espagne     | néo-pro              |